# Grande Prêmio dos Países Baixos de 1959
Resultados do Grande Prêmio dos Países Baixos de Fórmula 1 realizado em Zandvoort em 31 de maio de 1959. Terceira etapa da temporada, nela Jo Bonnier conquistou tanto a primeira vitória da BRM quanto a de um piloto sueco na categoria.

## Resumo
Estreia da equipe Aston Martin na categoria. Últimos pontos marcados por Jean Behra

## Classificação da prova
| Pos. | Nº | Piloto                  | Construtor    | Voltas | Tempo/Diferença   | Grid | Pontos |
| ---- | -- | ----------------------- | ------------- | ------ | ----------------- | ---- | ------ |
| 1    | 7  | Jo Bonnier              | BRM           | 75     | 2:05:26.8         | 1    | 8      |
| 2    | 8  | Jack Brabham            | Cooper-Climax | 75     | + 14.2            | 2    | 6      |
| 3    | 9  | Masten Gregory          | Cooper-Climax | 75     | + 1:23.0          | 7    | 4      |
| 4    | 12 | Innes Ireland           | Lotus-Climax  | 74     | + 1 volta         | 9    | 3      |
| 5    | 1  | Jean Behra              | Ferrari       | 74     | + 1 volta         | 4    | 2      |
| 6    | 3  | Phil Hill               | Ferrari       | 73     | + 2 voltas        | 12   |        |
| 7    | 14 | Graham Hill             | Lotus-Climax  | 73     | + 2 voltas        | 5    |        |
| 8    | 10 | Maurice Trintignant     | Cooper-Climax | 73     | + 2 voltas        | 11   |        |
| 9    | 16 | Cliff Allison           | Ferrari       | 71     | + 4 voltas        | 15   |        |
| 10   | 15 | Carel Godin de Beaufort | Porsche       | 68     | + 7 voltas        | 14   |        |
| Ret  | 11 | Stirling Moss           | Cooper-Climax | 62     | Câmbio            | 3    | 1      |
| Ret  | 6  | Harry Schell            | BRM           | 46     | Câmbio            | 6    |        |
| Ret  | 2  | Tony Brooks             | Ferrari       | 42     | Vazamento de óleo | 8    |        |
| Ret  | 5  | Carroll Shelby          | Aston Martin  | 25     | Motor             | 10   |        |
| Ret  | 4  | Roy Salvadori           | Aston Martin  | 3      | Motor             | 13   |        |

## Tabela do campeonato após a corrida
|    | Pos. | Piloto       | Pontos |
| -- | ---- | ------------ | ------ |
|    | 1    | Jack Brabham | 15     |
| 21 | 2    | Jo Bonnier   | 8      |
| 1  | 3    | Rodger Ward  | 8      |
| 1  | 4    | Tony Brooks  | 6      |
| 1  | 5    | Jim Rathmann | 6      |

|   | Pos. | Construtor    | Pontos |
| - | ---- | ------------- | ------ |
|   | 1    | Cooper-Climax | 14     |
| 2 | 2    | BRM           | 8      |
| 1 | 3    | Ferrari       | 8      |
|   | 4    | Lotus-Climax  | 3      |

- Nota: Somente as primeiras cinco posições estão listadas. Apenas os cinco melhores resultados, dentre pilotos ou equipes, eram computados visando o título. Neste ponto esclarecemos: na tabela dos construtores figurava somente o melhor resultado dentre os carros de um mesmo time.